# Heinrich von der Heide
Johann Heinrich Friedrich Christian von der Heide (* 23. November 1806 in Großenberg; † 2. Oktober 1859 ebenda) war ein deutscher Landwirt und Politiker.

## Leben
Von der Heide war der Sohn des Christoph von der Heide und dessen Ehefrau Marie Elisabeth, geborene Frede. Er heiratete am 25. Januar 1831 in Neersen die Witwe Caroline Maria Dorothea von der Heide, geborene Niemeier. Von der Heide war Neubauer und Kleinköthner in Großenberg. Von 1856 bis 1859 war er Bürgermeister in Großenberg.
Von 1856 bis 1859 war er für den Wahlkreis Pyrmont Abgeordneter im Landtag des Fürstentums Waldeck-Pyrmont und gehörte gleichzeitig dem Spezial-Landtag für das Fürstentum Pyrmont an.